# Modestinus Pistoris

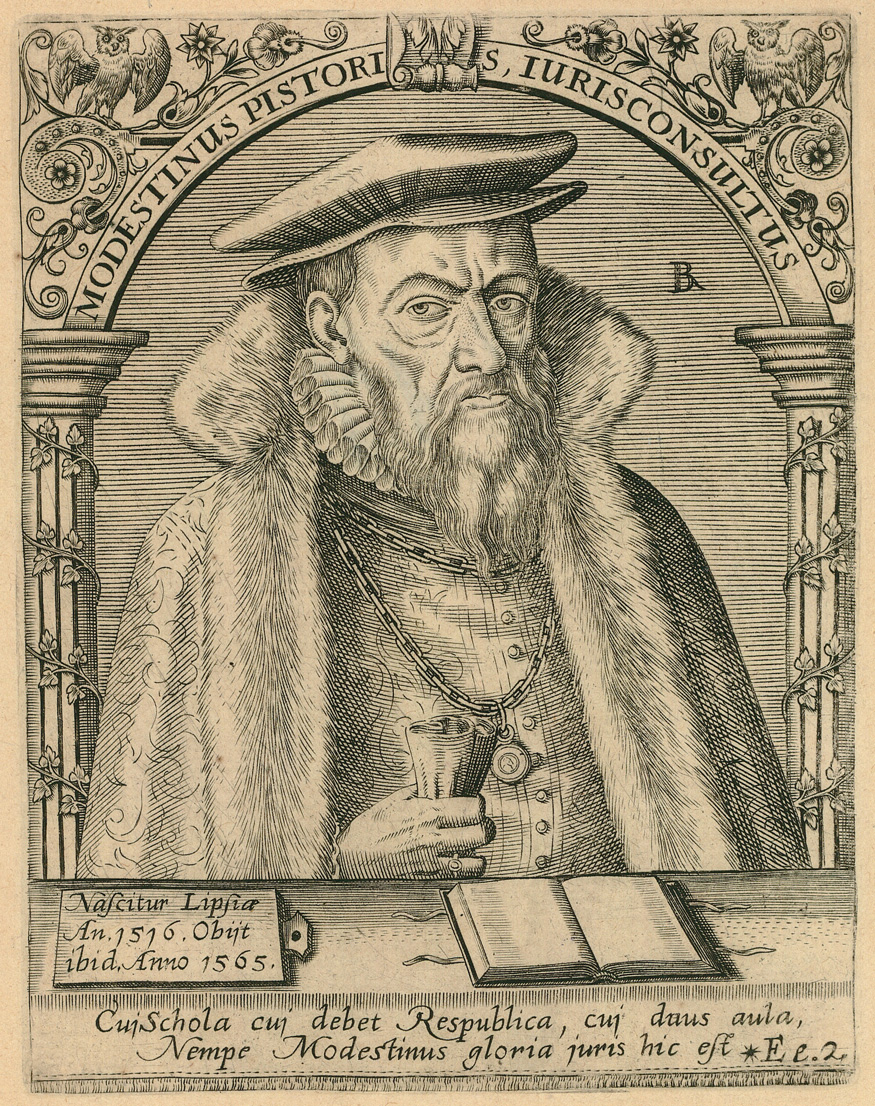
Modestinus Pistoris

Modestinus Pistoris (Lipsia, 9 dicembre 1516 – Lipsia, 15 settembre 1565) è stato un giurista tedesco, giudice cittadino e sindaco di Lipsia.

## Biografia
Dopo aver lasciato la scuola, iniziò a studiare legge a Lipsia, dove completò il suo diploma di maturità già all'età di 17 anni nel 1533. Come suo padre, lo studioso della legge di Lipsia Simone Pistoris il Giovane, iniziò un soggiorno di cinque anni in Italia nel 1536, per studiare prima a Pavia con Andrea Alciato e poi a Padova con Mariano Sozzini il giovane, padre del noto teologo unitarianista Lelio Sozzini. Quando tornò a Lipsia nel 1541, iniziò la sua licenza sotto la presidenza del suo padre. Nello stesso anno, poco prima della morte del suo padre, fu nominato professore di diritto dal duca Enrico IV di Sassonia. Pistoris era così ben considerato a Lipsia che fu descritto come "l'ornamento della facoltà e il seggio del giudice". Nel 1542 ricevette il dottorato di giurisprudenza e fu promosso immediatamente al Consiglio elettorale. Uno dei suoi studenti più famosi di quel periodo fu Joachim von Beust, che tenne un discorso di commemorazione in onore del suo fautore nel 1577.
Nel 1547 fu nominato sia giudice cittadino, assessore presso l'Oberhofgericht e sia rappresentante di Ludwig Fachs come vice generale della facoltà di giurisprudenza dell'Università di Lipsia. Nello stesso anno, inoltre Pistoris fu eletto membro del Consiglio. Dopo la morte di Ludwig Fachs nel 1554, ricevette la cattedra della facoltà di giurisprudenza. Il culmine della sua carriera politica fu la sua elezione a sindaco di Lipsia nel 1557. Modestinus Pistoris fu anche un consulente legale popolare per diversi nobili.
Pistoris scrisse diverse opere letterarie, soprattutto raccolte di consulenze di oltre 122 relazioni, che includevano anche opere del suo padre e suocero e 72 relazioni proprie. La maggior parte di queste furono pubblicate solo dopo la sua morte da uno dei suoi due figli, il giudice di corte Jakob Pistoris di Seusslitz, o da Jakob Schultes negli anni 1587-1599.
Un ritratto in rame in formato di ottava fu inciso da Theodor de Bry nel 1598 e si trova nel catalogo di Francoforte di Jean-Jacques Boissard nella II parte stampata sulla pagina 164.

## Famiglia
Modestinus Pistoris di Seußlitz, figlio di Simon Pistoris di Seußlitz e Clara Pantzschmann (1491-1531), si sposò due volte, inizialmente con una figlia di Ludwig Fachs con la quale ebbe dodici figli.  I più noti furono Jakob Pistoris di Seußlitz e anche Ludwig Pistoris di Seußlitz. Quest'ultimo iniziò una carriera simile a quella di suo padre, ma morì prima di lui. Da un secondo matrimonio di Modestinus con una donna sconosciuta gli nacque un'altra figlia.

## Opere

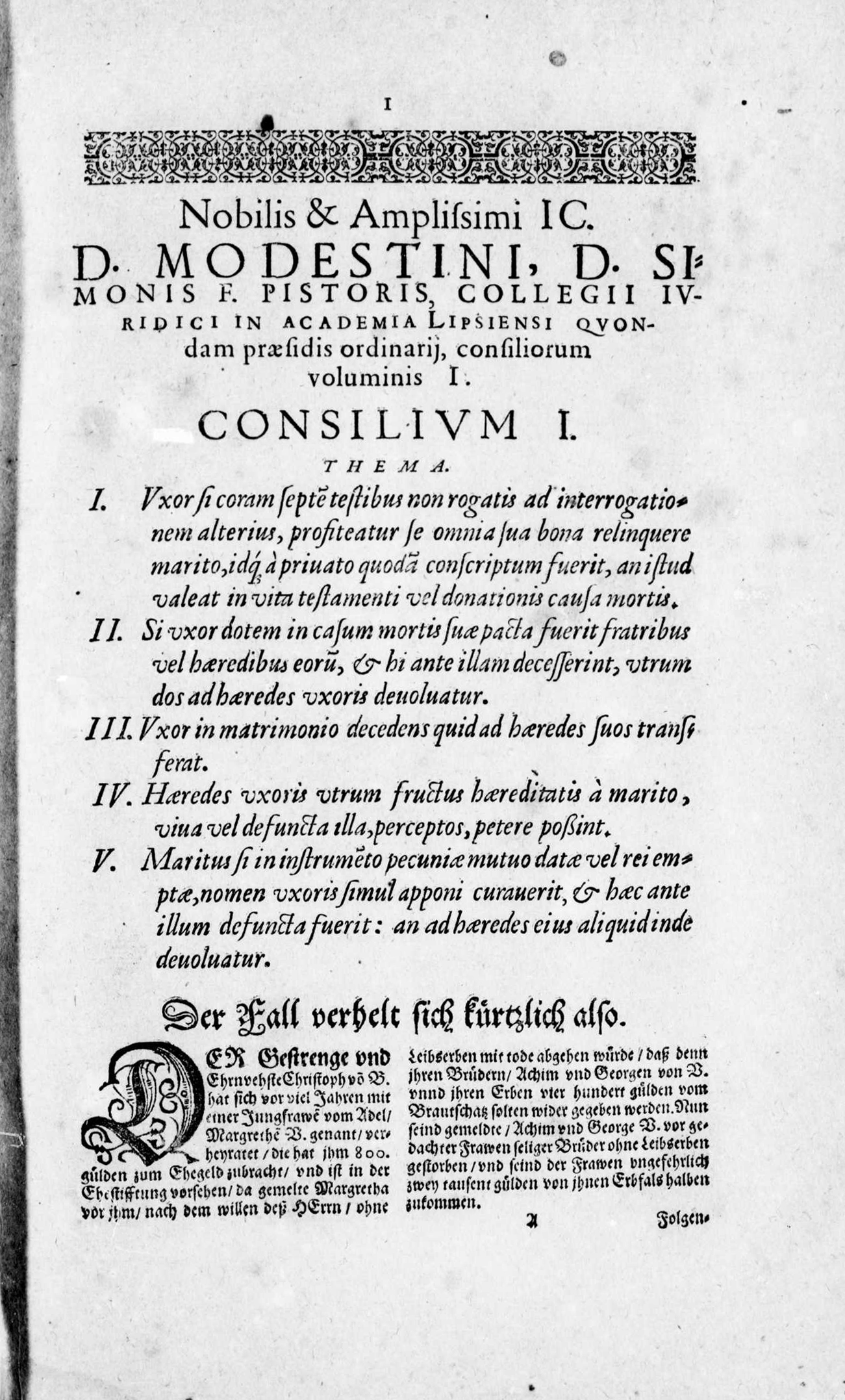
Consilia sive responsa trium Saxoniae iureconsultorum celeberrimorum, 1596

- Consilia sive responsa trium Saxoniae iureconsultorum celeberrimorum, Lipsia, Abraham Lamberg, 1596.